# Григор Супан II

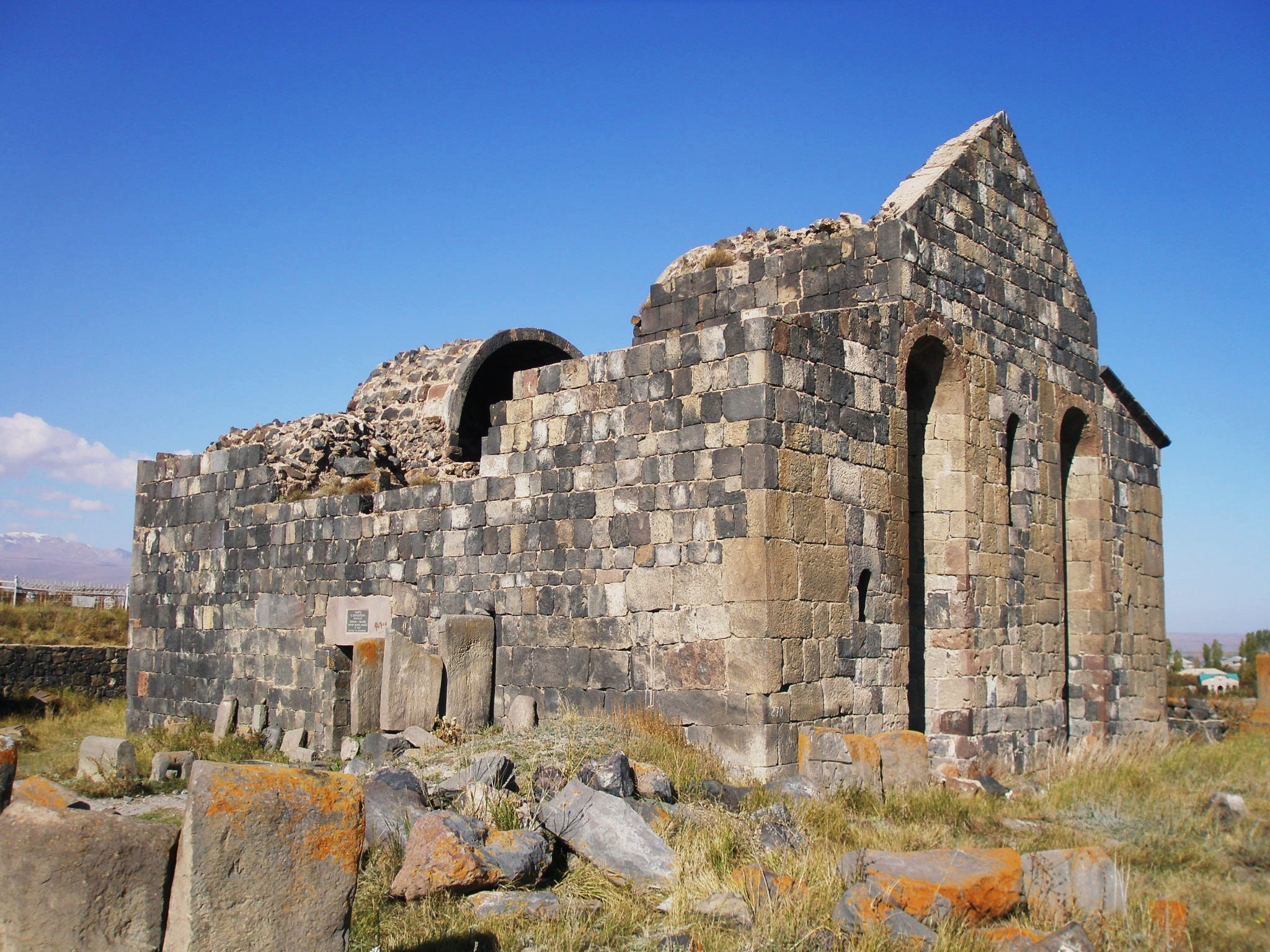
Церковь Котаванк

Григор Супан II  — князь Гегаркуника около 859—912/913 гг. (или 910). 

## Биография
Из ветви Хайкидов династии Сюни. Старший сын Васака Габура и принцессы Мариам — дочери Ашота I Багратуни. Внук Григора Супана I. Управлял совместно с братьями Сааком и Васаком, но всегда как старший по престолу. Содействовал сюзерену Сюника Ашоту при строительстве Татевского монастыря в 895—906 годах. Скульптура Григора Супана изображена на северном фасаде церкви[какой?] вместе с её основателями. Строитель церкви Котаванк на побережье Севана. Обустроил церковь Макенацоц. Был убит Саджидским амиром Юсуфом во время его нашествия в Армению. Сын — Ашот. 

«Меж тем в эти самые дни призрил Господь на страну Армянскую, и, покровительствуемые и споспешествуемые всяческой благодатью, каждый поселился в своем наследии.... И главные нахарары наши, уверившись в своей безопасности и получив отдых от разбойничьих набегов, стали строить каменные, с толстыми, накрепко скрепленными известью стенами церкви при монастырях, в аванах и агараках. А более всех [строили] ишхан Григор из рода Хайказунк и его братья Саак и Васак, которые [в качестве] вотчинной собственности владели гаварами, что расположились вокруг берегов озера Гелам.».— Ованес Драсханакертци, «История Армении»